# Нагасима, Ю
Ю Нагасима (яп. 長嶋 有 Нагасима Ю:, род. 30 сентября 1972 года) — японский прозаик, эссеист, хайдзин.
Родился в городе Сока, префектура Сайтама. Ранние годы своей жизни провел на острове Хоккайдо в городах Ноборибэцу и Муроран. Высшее образование получил в университете Тоё, где окончил филологический факультет по специальности японская литература. После университета некоторое время работал в корпорации «Сятихата», занимающейся производством марок, печатей и канцелярских товаров.
Литературная известность пришла к Нагасиме в 2001 году с получением премии издательства «Бунгэй сюндзю» для дебютантов за сочинение «Собака в коляске мотоцикла» (яп. サイドカーに犬). В том же году был удостоен премии Акутагавы за повесть «Лихачка-мать» (яп. 猛スピードで母は). В мае 2007 года получил премию Кэндзабуро Оэ за произведение «Ближняя дорога Юко» (яп. 夕子ちゃんの近道). Помимо своей основной деятельности писателя занимается сочинением хайку (под псевдонимом Нагасима Кэнко) и эссеистикой (под псевдонимом Бурубон Кобаяси).